# 1585 Union
1585 Union è un asteroide della fascia principale del diametro medio di circa 50,42 km. Scoperto nel 1947, presenta un'orbita caratterizzata da un semiasse maggiore pari a 2,9308357 UA e da un'eccentricità di 0,3072465, inclinata di 26,16613° rispetto all'eclittica.
L'asteroide è dedicato allo Union Observatory di Johannesburg.